# Myriam François-Cerrah

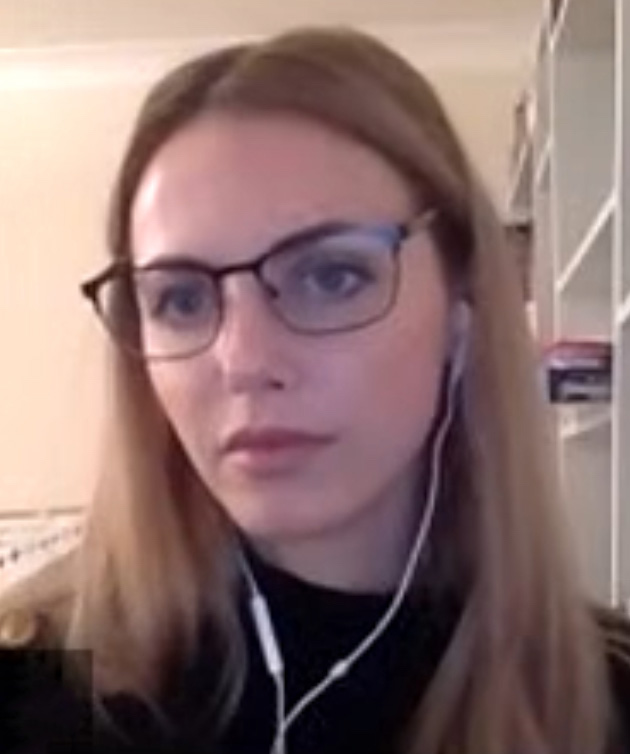
Myriam François (2020)

Myriam François-Cerrah, vormals Emilie François (* Dezember 1982 in London), ist eine britisch-französische freiberufliche Journalistin, unter anderem für BBC, Al Jazeera, New Statesman und The Independent tätig.

## Leben und Wirken
Als Schauspielerin wirkte sie in den Filmen Sinn und Sinnlichkeit (1995) in der Rolle der Margaret Dashwood, in Paws (1997) und in New Year's Day (2001) in der Rolle der Heather mit. Sie konvertierte im Jahr 2003 zum islamischen Glauben. Sie war von 2008 bis 2011 ein regelmäßiger Gast in der BBC-One-Sendereihe The Big Questions und 2015 in Sunday Morning Live.
Sie erstellte als Journalistin einen BBC1-Dokumentarfilm über das  Massaker von Srebrenica, der am 6. Juli 2015 ausgestrahlt wurde. Ein weiterer Dokumentarfilm von ihr, The Truth About Muslim Marriage, der im Jahr 2017 auf Channel 4 ausgestrahlt wurde und sich mit muslimischen Ehen im Vereinigten Königreich befasst, wurde 2018 für einen Asian Media Award in der Kategorie bester investigativer Journalismus  nominiert.
Sie hat den Bachelor in Sozial- und Politikwissenschaft an der Universität Cambridge und den Master of Arts an der Georgetown University mit Prädikat abgeschlossen.
François-Cerrah machte ihre Doktorarbeit, PhD, über das Thema The Movement for Unicity and Reform: between da'wa and Dissent an der University of Oxford und veröffentlichte sie 2016. Sie arbeitete als Gastdozentin in Harvard (2014), Birmingham, (2014), am Luther College (2015) und der Kingston University im Vereinigten Königreich (2012–2014).